# Rolex Kentucky Three Day

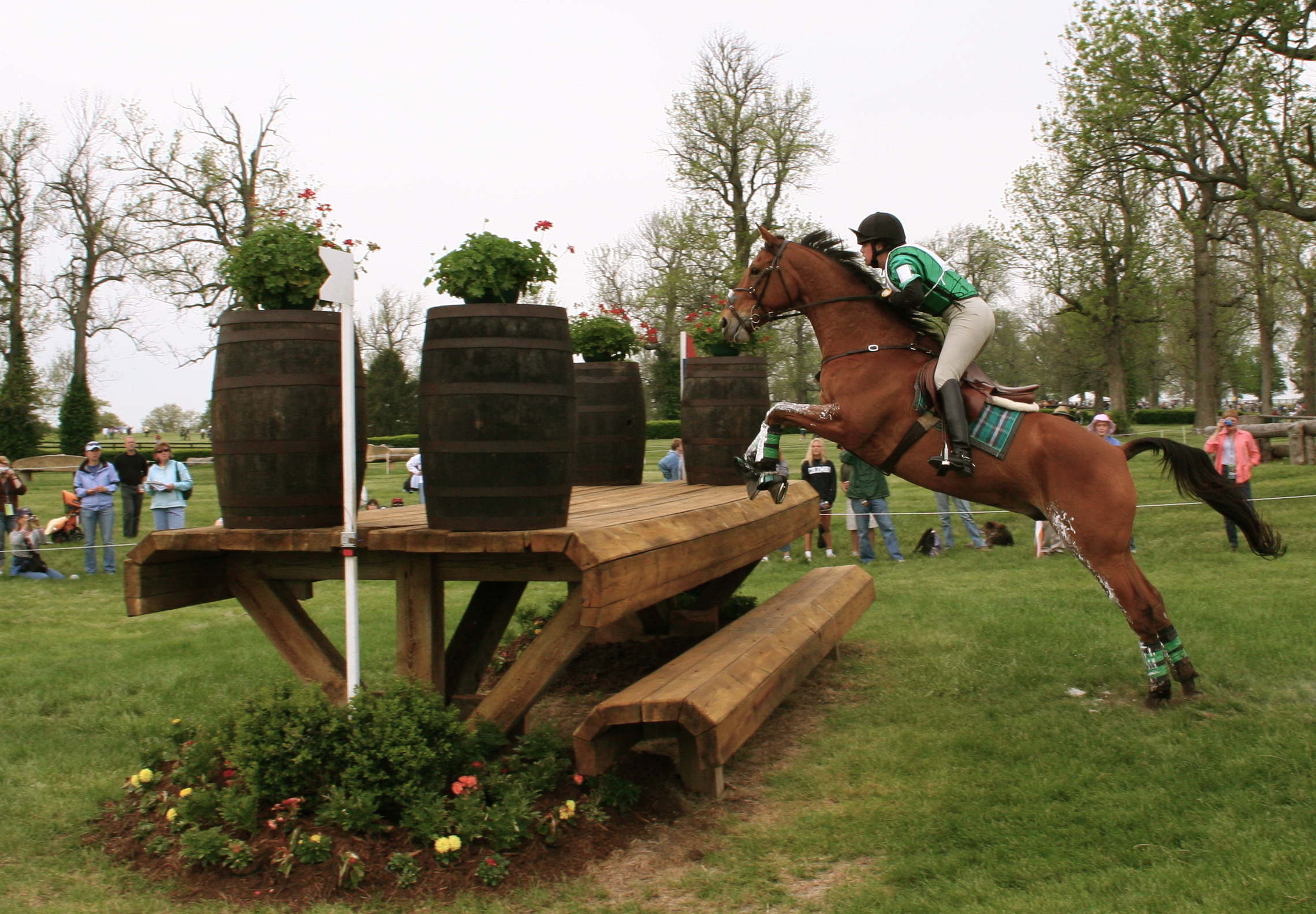
Un cavalier et un cheval sur un obstacle du tour de cross.

Le Rolex Kentucky Three Day est un concours complet d'équitation fondé en 1978. Il se déroule au Kentucky Horse Park de Lexington (Kentucky) et fait partie des six CCI**** (concours complet international 4 étoiles) du monde.